# Trung tâm huấn luyện phi hành gia Yuri Gagarin
Trung tâm nghiên cứu khoa học và huấn luyện phi hành gia mang tên Yuri A. Gagarin (GCTC; tiếng Nga: Центр подготовки космонавтов имени Ю. А. Гагарина) là một cơ sở huấn luyện của Nga có nhiệm vụ đào tạo phi hành gia cho các sứ mệnh vũ trụ. Trung tâm được đặt tại thành phố Ngôi sao, tỉnh Mátxcơva.

## Tổ chức
Cơ sở này ban đầu chỉ được biết đến với tên gọi Đơn vị Quân đội 26266 hoặc в/ч 26266, và là một cơ sở đào tạo bí mật cho các ứng viên Phi hành gia của Liên Xô. Địa điểm được chọn vì gần Moscow và các cơ sở hạ tầng khác cần thiết cho chức năng của nó: Sân bay Chkalovsky và đường sắt Yaroslavl. Khu vực rừng rậm ban đầu là một trạm radar với một số cơ sở hạ tầng hiện có.
Bác sĩ quân y, Đại tá Yevgeny Karpov được bổ nhiệm làm giám đốc đầu tiên của trung tâm đào tạo phi hành gia vào ngày 24 tháng 2 năm 1960 (Lúc này nó chưa được mang tên Gagarin mà đặt dưới cái tên Tsentr Podgotovki Kosmonavtov (TsPK)). Trung tâm là nơi làm việc của khoảng 250 nhà khoa học được chia theo nhiều bộ phận khác nhau, có trách nhiệm phát triển tất cả các khía cạnh của chương trình không gian, từ trang thiết bị đến phúc lợi của các phi hành gia. Những người này bao gồm các chuyên gia về trao đổi nhiệt và vệ sinh, quần áo phi hành gia, phẫu thuật và nhân viên huấn luyện. Ban đầu các ứng viên du hành vũ trụ được huấn luyện tại Sân bay Trung tâm Frunze (Moscow) gần đó, sau đó là một khu chung cư ở Chkalovsky trước khi các phi hành gia được chuyển đến các căn hộ mới xây trong khuôn viên nơi họ sẽ ở cùng gia đình trong suốt quá trình huấn luyện.

## Quản lý
Cho đến tháng 4 năm 2009 trung tâm vẫn thuộc quyền quản lý của Bộ quốc phòng Liên bang Nga cùng với Cơ quan vũ trụ Liên bang Nga. Vào thời điểm này tổng thống Nga Dmitry Medvedev đã ký Ukase (Sắc lệnh chính phủ) qua đó chuyển quyền quản lý cho Cơ quan vũ trụ Liên bang Nga (Roskosmos).

## Cơ sở
- Mô hình kích thước thực của tất cả các tàu vũ trụ được Liên Xô phát triển, trong đó có tàu vũ trụ Soyuz và tàu con thoi Buran, module TKS và các trạm vũ trụ trong chương trình Salyut, Mir, và ISS. Phòng 1 chứa các mô-đun Salyut 4, 6, Mir (Don-17KS) cùng với Kvant (Don-37KE), Kvant 2 (Don-77KSD) và Kristall (Don-77KST) và thiết bị mô phỏng Soyuz 2. Phòng 1A chứa thiết bị mô phỏng Soyuz (Don-7ST3 -và STK-7ST - cho Soyuz TMA; TDK-7ST4 - TDK-7TS2 cũ cho Soyouz TM - cho Soyuz TMM; Don-732M được sửa đổi cho Soyuz TM và Pilot 732 - cho hệ thống kết nối TORU). Các phòng khác chứa bộ mô phỏng Salyut 7, Spektr (Don-77KSO), Priroda (Don-77KSI), Buran, Zarya và Zvezda.
- Máy bay huấn luyện không trọng lực để mô phỏng không trọng lượng (xem Sao chổi Vomit), bao gồm MiG-15 UTI, Tupolev Tu-104 và sau đó là IL-76 MDK với thể tích bên trong 400 mét khối. Máy bay huấn luyện đóng tại căn cứ Không quân Nga, sân bay Chkalovskiy.[cần dẫn nguồn]
- Một phòng khám y tế và cơ sở xét nghiệm.
- Văn phòng của Yuri Gagarin tượng bán thân của ông cùng nhiều phi hành gia khác.

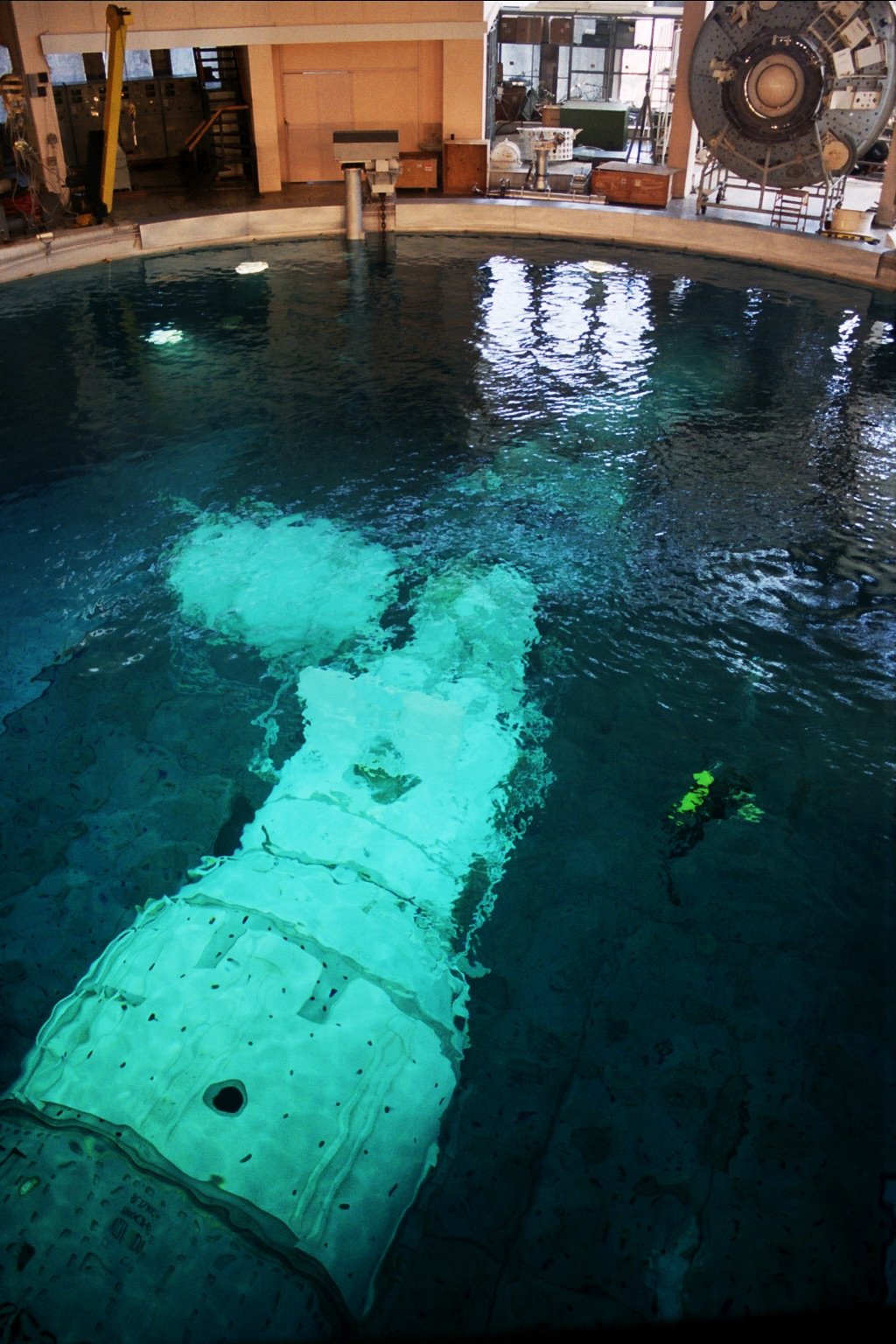
Các phi hành gia đang luyện tập với mô đun huấn luyện Zarya trong bể nổi.
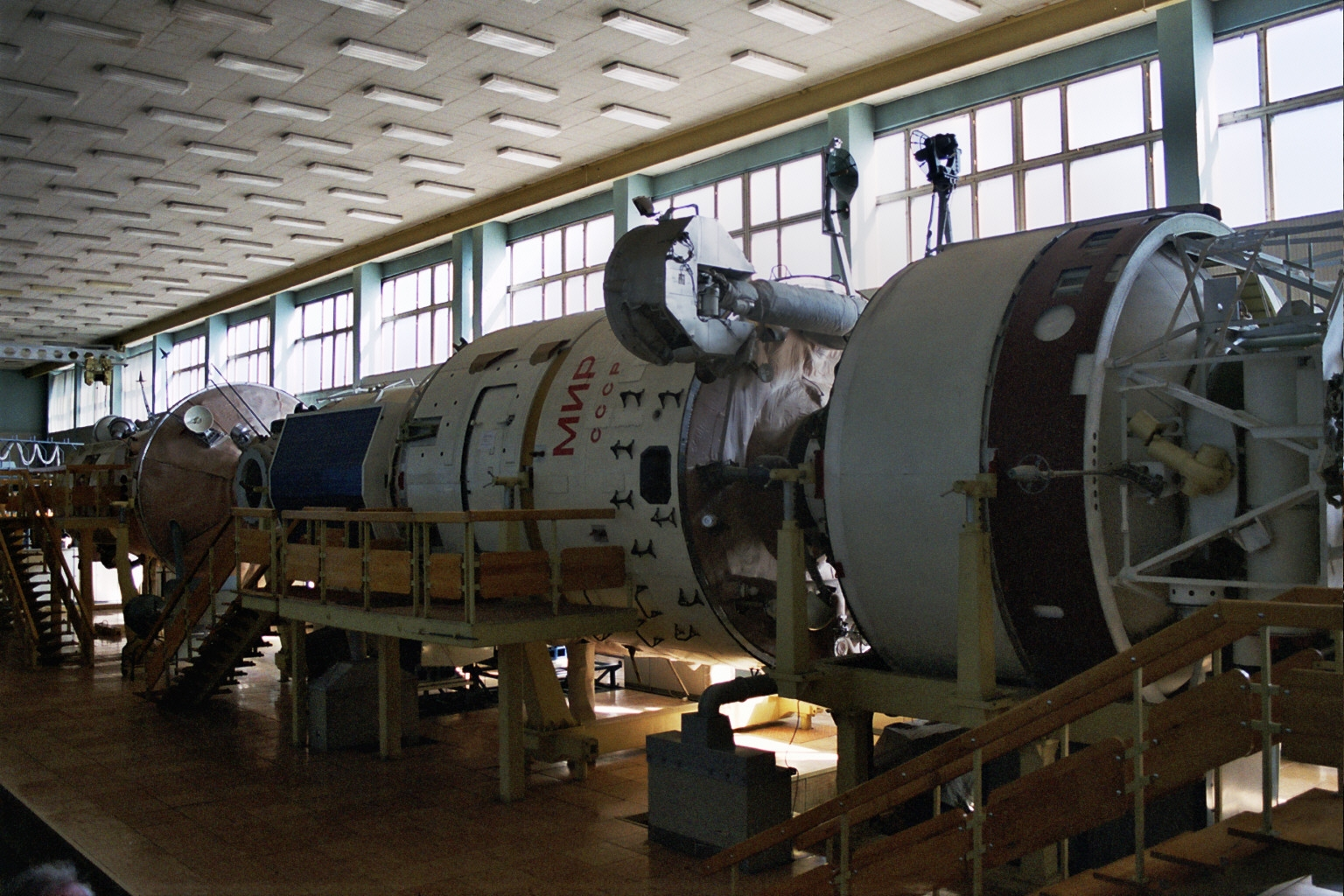
Module huấn luyện trạm vũ trụ Mir
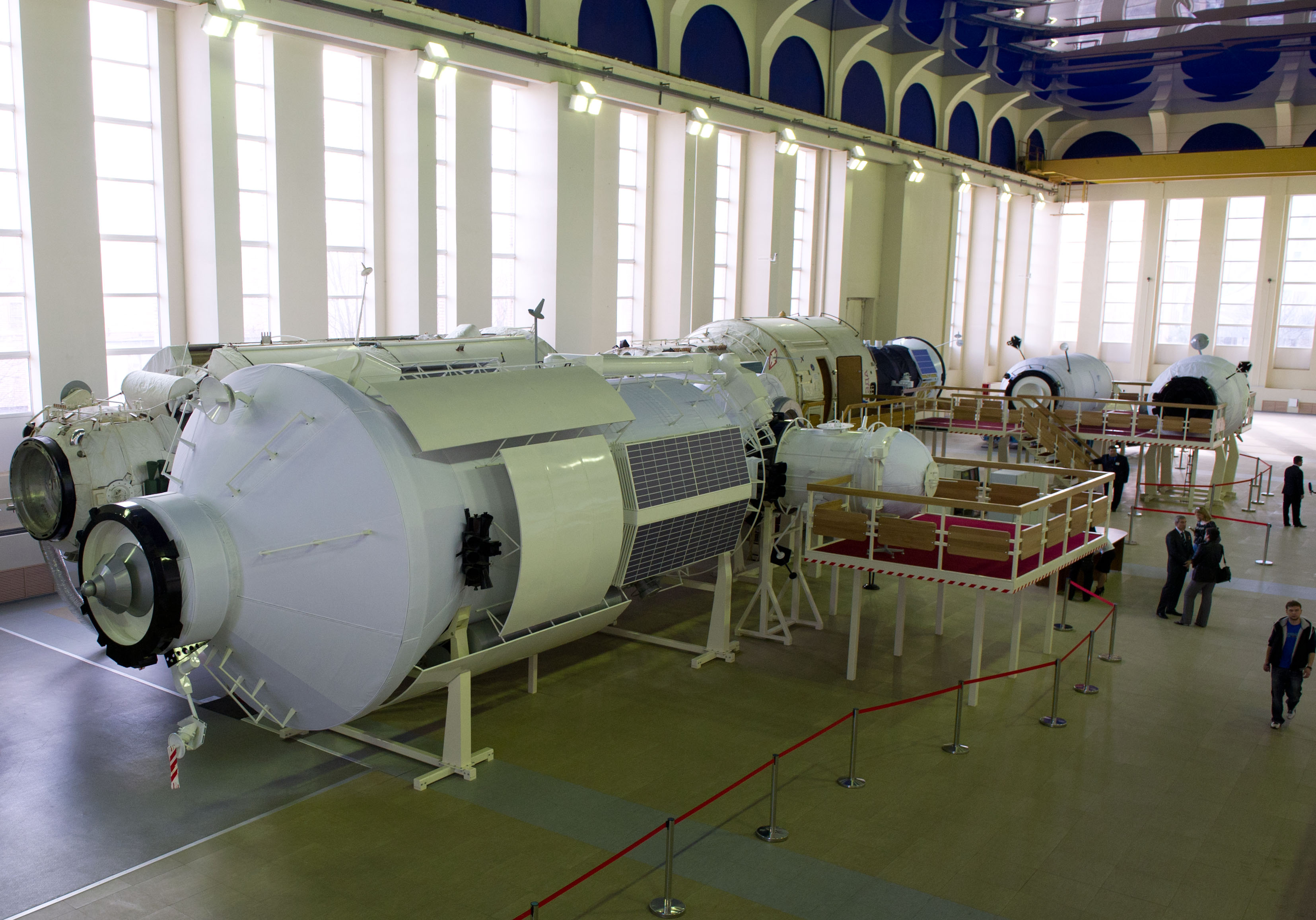
Module huấn luyện trạm ISS
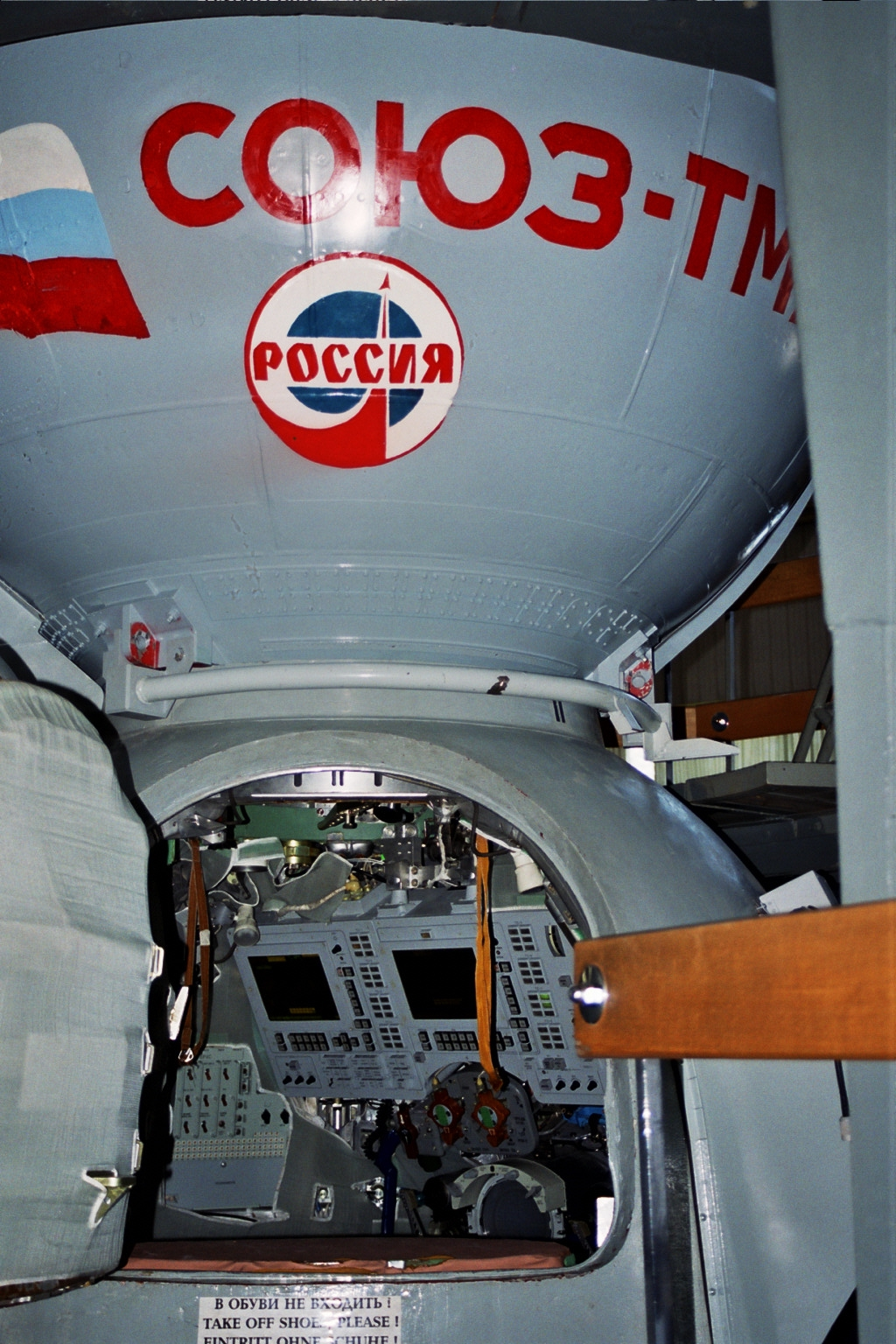
Module huấn luyện Soyuz TMA
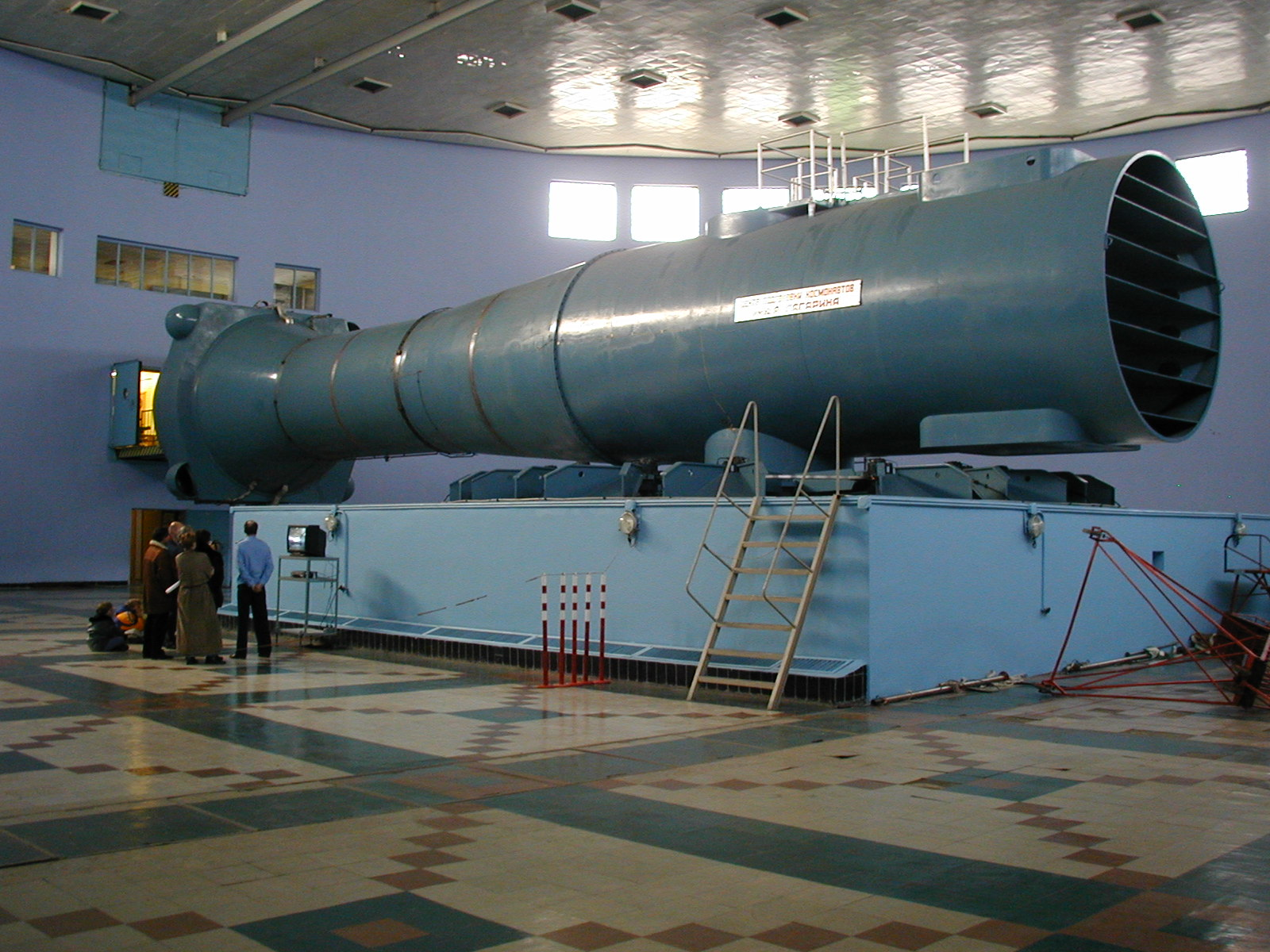
Máy huấn luyện ly tâm.
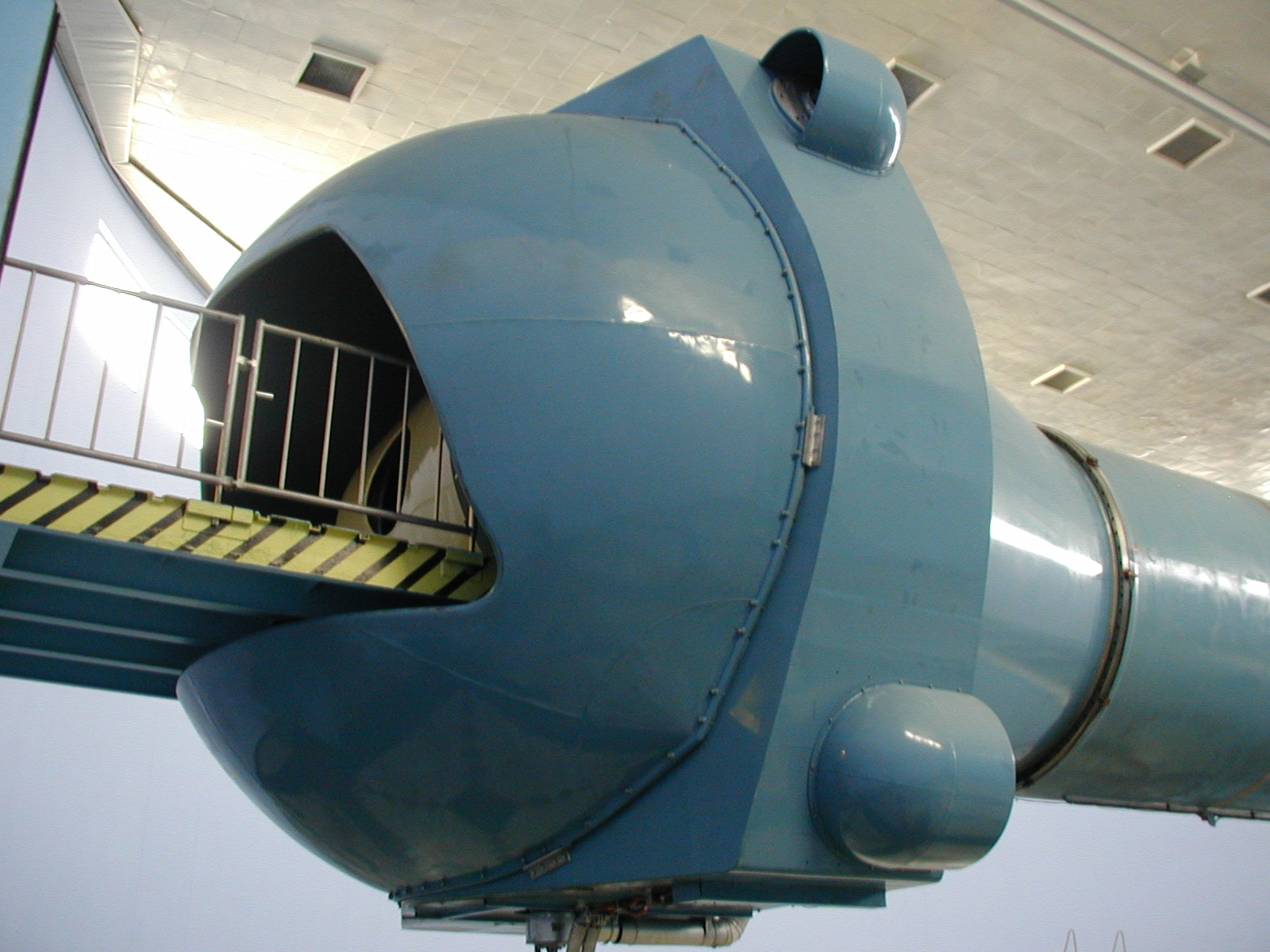
Cửa vào máy ly tâm.

## Giám đốc
- Yevgeny Karpov (1960-1963)
- Mikhail Odintsov (1963)
- Nikolay Kuznetsov  (1963-1972)
- Georgy Beregovoy (1972-1987)
- Vladimir Shatalov (1987-1991)
- Pyotr Klimuk (1991-2003)
- Vasily Tsibliyev (2003-2009)
- Sergei Krikalev (2009-2014)
- Yury Lonchakov (2014-2017)
- Pavel Vlasov (from November 2017)